# ثته‌گوش
ثَتَه‌گوش (به پارسی باستان: 𐎰𐎫𐎦𐎢𐏁، Θataguš یا Thataguš یا Sāttagydiⁿa به معنای صدها گاو)، یکی از ساتراپی‌های هخامنشی، براساس سنگ‌نوشته داریوش یکم در نقش رستم است. ثته‌گوش سرزمینی باستانی در جنوب غربی در افغانستان مرکزی که تقریباً از هرات تا حوالی سند وسعت داشت. این سرزمین در سنگ‌نوشته بیستون داریوش بزرگ و نقش رستم در دورهٔ هخامنشیان به پارسی باستان «ثَ تَ گوش» نامیده شده‌است.
بگفتهٔ هرودوت"اوستا" تیره‌ای از مردم شرق یا شمال شرق ایران بودند، و مقر ایشان در تقسیمات شاهنشاهی هخامنشی جزو ایالت هفتم بشمار می‌رفت.